# Анна Гессен-Дармштадтская
Мария Анна Вильгельмина Елизавета Матильда Гессенская и Прирейнская (нем. Maria Anna Wilhelmine Elisabeth Mathilde von Hessen und bei Rhein; 25 мая 1843, Дармштадт — 16 апреля 1865, Шверин) — принцесса Гессенская и Прирейнская, в замужестве великая герцогиня Мекленбург-Шверинская.

## Биография
Анна — единственная дочь принца Карла Гессенского и Прирейнского и его супруги Елизаветы Прусской, дочери принца Вильгельма Прусского. Сестра великого герцога Гессенского Людвига IV.
12 мая 1864 года в Дармштадте Анна вышла замуж за великого герцога Мекленбург-Шверинского Фридриха Франца II, став его второй супругой и мачехой четырём детям от первого брака. Первая супруга Фридриха Франца Августа умерла от туберкулёза в 1862 году. Великий герцог познакомился с гессенской принцессой на княжеском съезде во Франкфурте. Своей набожностью и стеснительностью она напомнила ему его первую супругу. Анна и её муж были троюродными братом и сестрой. Их общим прадедом был прусский король Фридрих Вильгельм II.
Анна умерла спустя год после заключения брака в 21 год от родильной горячки после рождения своего единственного ребёнка. Великая герцогиня похоронена в Шверинском соборе.

## Потомки
- Анна Елизавета Августа Александрина (1865—1882)